# Konatābād
Konatābād (persiska: کنت آباد) är ett samhälle i Iran.   Det ligger i provinsen Kerman, i den sydöstra delen av landet, 1 100 km sydost om huvudstaden Teheran. Konatābād ligger 539 meter över havet och antalet invånare är 136.
Terrängen runt Konatābād är platt. Runt Konatābād är det glesbefolkat, med 8 invånare per kvadratkilometer. Närmaste större samhälle är Dehnow-ye Kūhestan, 14,4 km väster om Konatābād. Trakten runt Konatābād är ofruktbar med lite eller ingen växtlighet.